# 충청남도의 대학 목록
대한민국 충청남도에 위치한 대학교의 목록이다.

## 대학
| 이름               | 설립 유형  | 위치                   | 규모                      | 비고            |
| ------------------ | ---------- | ---------------------- | ------------------------- | --------------- |
| 경찰대학           | 특별법국립 | 아산시                 | 1캠퍼스, 1대학, 1대학원   | 대한민국 경찰청 |
| 공주교육대학교     | 국립       | 공주시                 | 1캠퍼스, 1대학, 1대학원   | 교육대학        |
| 국립공주대학교     | 국립       | 공주시, 천안시, 예산군 | 3캠퍼스, 8대학, 8대학원   |                 |
| 국방대학교         | 국립       | 논산시                 | 1캠퍼스, 1대학, 2대학원   | 대한민국 국방부 |
| 한국전통문화대학교 | 특별법국립 | 부여군                 | 1캠퍼스, 2대학, 2대학원   | 문화재청        |
| 건양대학교         | 사립       | 논산시                 | 2캠퍼스, 8대학, 6대학원   |                 |
| 고신대학교         | 사립       | 천안시                 | 3캠퍼스, 5대학, 7대학원   |                 |
| 금강대학교         | 사립       | 논산시                 | 1캠퍼스, 1대학, 1대학원   |                 |
| 나사렛대학교       | 사립       | 천안시                 | 1캠퍼스, 1대학, 5대학원   |                 |
| 남서울대학교       | 사립       | 천안시                 | 1캠퍼스, 4대학, 2대학원   |                 |
| 단국대학교         | 사립       | 천안시                 | 2캠퍼스, 22대학, 12대학원 |                 |
| 백석대학교         | 사립       | 천안시                 | 1캠퍼스, 1대학, 7대학원   |                 |
| 상명대학교         | 사립       | 천안시                 | 2캠퍼스, 5대학, 5대학원   |                 |
| 선문대학교         | 사립       | 아산시, 천안시         | 2캠퍼스, 5대학, 4대학원   |                 |
| 세한대학교         | 사립       | 당진시                 | 2캠퍼스, 4대학, 1대학원   |                 |
| 순천향대학교       | 사립       | 아산시                 | 1캠퍼스, 9대학, 5대학원   |                 |
| 유원대학교         | 사립       | 아산시                 | 2캠퍼스, 1대학, 1대학원   |                 |
| 중부대학교         | 사립       | 금산군                 | 2캠퍼스, 1대학, 4대학원   |                 |
| 청운대학교         | 사립       | 홍성군                 | 2캠퍼스, 9대학, 1대학원   | 산업대학        |
| 한국기술교육대학교 | 사립       | 천안시                 | 3캠퍼스, 1대학, 3대학원   | 기타공공기관    |
| 한서대학교         | 사립       | 서산시, 태안군         | 2캠퍼스, 2대학, 5대학원   |                 |
| 호서대학교         | 사립       | 아산시, 천안시, 당진시 | 3캠퍼스, 6대학, 9대학원   |                 |

## 전문대학
| 이름                        | 설립 유형 | 위치           | 비고     |
| --------------------------- | --------- | -------------- | -------- |
| 충남도립대학교              | 공립      | 청양군         |          |
| 백석문화대학교              | 사립      | 천안시         |          |
| 신성대학교                  | 사립      | 당진시         |          |
| 아주자동차대학교            | 사립      | 보령시         |          |
| 연암대학교                  | 사립      | 천안시         |          |
| 한국폴리텍IV대학            | 사립      | 아산시, 홍성군 | 기능대학 |
| 한국폴리텍대학 바이오캠퍼스 | 사립      | 논산시         | 기능대학 |
| 혜전대학교                  | 사립      | 홍성군         |          |

## 대학원대학
| 이름                       | 설립 유형 | 위치   | 비고       |
| -------------------------- | --------- | ------ | ---------- |
| 국제뇌교육종합대학원대학교 | 사립      | 천안시 | 전문대학원 |

## 사이버대학
| 이름               | 설립 유형 | 위치   | 비고      |
| ------------------ | --------- | ------ | --------- |
| 글로벌사이버대학교 | 사립      | 천안시 | 학사 학위 |

## 같이 보기
- 대한민국의 대학 목록
- 대전광역시의 대학 목록
- 세종특별자치시의 대학 목록
- 경기도의 대학 목록
- 충청북도의 대학 목록
- 전북특별자치도의 대학 목록
- 전라남도의 대학 목록